# Silene veselskyi
Silene veselskyi är en nejlikväxtart. Silene veselskyi ingår i släktet glimmar, och familjen nejlikväxter.

## Underarter
Arten delas in i följande underarter:
- S. v. glutinosa
- S. v. iskense
- S. v. veselskyi
- S. v. widderi